# Egri Kiss Tibor
Dr. Egri Kiss Tibor (Gelej, 1937. október 21. – Nyíregyháza, 2019. augusztus 3.) orvos alezredes, természetjáró, a Magyar Természetjáró Szövetség aranyjelvényes túravezetője volt, szakíró, az MTSZ örökös tagja, a Magyar Kerékpáros Túrázók Szövetségének tiszteletbeli tagja, a Honvéd Bottyán János SE tiszteletbeli elnöke.

## Élete
A gimnáziumot Cegléden végezte, a szegedi egyetemen diplomázott. 1961-től Nyíregyházán szolgált, mint honvéd orvos. 1960-ban feleségül vette Honti Irén tanárnőt, akivel két fiuk (Tibor, 1962; Gábor, 1966) és és egy lányuk, Anna (1963) született. Leányuk, Egri Kiss Anna 1991-ben a Keleti-Alpokban síelés közben férjével (Dietmar Proske atomfizikus) együtt eltűnt.
1966-tól 2004-ig Szabolcs-Szatmár Megyei Természetbarát Szövetség főtitkára. 1970-től a Honvéd Bottyán János Sportegyesületet elnökhelyettese, majd 1982-től elnöke.
1970-től kezdve szervezte a Nemzetközi Tisza túrát.
1982-ben Rockenbauer Pál vezetésével a Magyar Televízió 16 fős csoportjának orvosaként a Pamírban 6000 m fölé jutott. Az erről készült filmet a televízióban mutatták be.

## Válogatott munkái
- Nagyszámú holló (Corvus corax) előfordulása a zempléni hegyekben – Madártani tájékoztató (jan.-márc.), 1981
- Dr. Boros László / Dr. Egri Kiss Tibor / Dr. Egri Kiss Tiborné / Dr. Hajdu Sándor: Zempléni-hegység: Turistakalauz (szerk. Frisnyák Sándor) – Borsod-Abaúj-Zemplén megyei Idegenforgalmi Hivatal, 1983 · ISBN 963-253-802-1
- A Tisza – Szabolcs-Szatmár megyei Természetbarát Szövetség, Nyíregyháza, 1984 · ISBN 963-02-3250-2
- Vizitúrázók térképei (szerk. Bokody József) – Magyar Természetbarát Szövetség, Budapest, 1990 · ISBN 963-02-8096-5
- Túrázás táborozás egészségtana, elsősegélynyújtás (ill. Egri Kiss Tiborné) – Nyír-Karta, Nyíregyháza, 1990 · ISBN 9630376660
- Tisza I.: Buštyna (Bustyaháza)-Lónya: Horgászok, vízitúrázók, kerékpárosok térképe – Nyír-Karta, Nyíregyháza, 1997 · ISBN 963-038172-9
- Tisza II. : Lónya-Tiszakeszi: vízitúrázók, térképei – Nyír-Karta, Nyíregyháza, 1997 · ISBN 963-038173-7
- Tisza III.: vízitúrázók térképei (Tiszakeszi-Tiszaföldvár) – Nyír-Karta, Nyíregyháza, 1997 · ISBN 9630381745
- Egri Kiss Tibor / Garai Dénes: Tisza IV: Tiszaföldvár-Kanjiža (Magyarkanizsa) : horgászok, vízitúrázók, kerékpárosok térképe – Nyír-Karta, Nyíregyháza, 1997 · ISBN 963-038175-3
- Almási János, Barabás György, Bognár Mária, Egri Kiss Tibor, Kalmár László, Kovalik András, Németh Imre, Pálmai Vencel, Tóth József, Székely Zsolt, Szűcs Miklós: Túravezetők általános ismeretei – Magyar Természetbarát Szövetség, Budapest, 1999 · ISBN 9630393190
- Zempléni-hegység és környéke: Turistatérkép – Nyír-Karta, Nyíregyháza 2005 · ISBN 963-9549-00-2
- A Tisza és néhány mellékfolyójának részletes vízitúra kalauza, kerékpártúrákkal – Honvéd Bottyán János Sportegyesület, Nyíregyháza, 2015 · ISBN 978-963-961-824-4